# Alejandro Gomes (futbolista)
Alejandro Jesús Gomes Rodríguez (Caracas, Venezuela, 10 de marzo de 2008), conocido como Alejandro Gomes, es un futbolista venezolano, naturalizado británico, que juega en la demarcación de delantero en el Olympique de Lyon de la Ligue 2.
Nacido en Venezuela, es hijo de familiares portugueses y ciudadano en Inglaterra.

## Trayectoria

### Inicios
Gomes Rodríguez nació el 10 de marzo de 2008 en Caracas, Distrito Capital, Venezuela. Es descendiente de portugueses por vía paterna. En su etapa de juvenil, se incorporó a la cantera del club inglés el Eastleigh. En 2022 se incorporó a la cantera del Southampton. En 2024, fue descrito como «considerado uno de los mejores delanteros de [Inglaterra]... para su edad. Después de eso, se incorporó a la cantera del Olympique Lyon, de la Ligue 1.

### Olympique Lyon
El 10 de abril de 2025, Gomes Rodríguez fue incluido en la convocatoria del primer equipo por primera vez después de ser nombrado suplente para el partido de la Europa League del Lyon contra el Manchester United.El 4 de mayo de 2025, debutó como profesional con el Lyon en la Ligue 1, siendo suplente en la derrota por 2-1 ante el Lens.

## Selección nacional
Gracias a su lugar de nacimiento y ascendencia, Gomes ha sido elegible para representar a Venezuela, Portugal e Inglaterra a nivel juvenil.
Comenzó su recorrido internacional con la sub-15 de Portugal, y posteriormente fue convocado por las selecciones juveniles de Inglaterra, destacando en las categorías sub-15, sub-16 y sub-17. También representó a Venezuela en partidos amistosos con la sub-17.

### Selección inglesa
En 2024 fue convocado oficialmente por la selección sub-17 de Inglaterra, con la cual ha disputado torneos internacionales. A pesar de representar a tres países distintos en categorías menores, aún puede elegir a qué selección absoluta desea representar.
Fue convocado por Inglaterra para el Campeonato Europeo Sub-17 de la UEFA de 2025.

### Participaciones internacionales
| Competición             | Sede    | Resultado      | Partidos | Goles | Asist. |
| ----------------------- | ------- | -------------- | -------- | ----- | ------ |
| Eurocopa Sub-17 de 2025 | Albania | Fase de grupos | 3        | 4     | 0      |

### Goles internacionales en la Eurocopa Sub-17
| N.º | Fecha              | Sede                               | Rival           | Marcador | Resultado | Competición             |
| --- | ------------------ | ---------------------------------- | --------------- | -------- | --------- | ----------------------- |
| 1   | 20 de mayo de 2025 | Egnatia Arena, Rrogozhinë, Albania | Bélgica         | 1–0      | 1–1       | Eurocopa Sub-17 de 2025 |
| 2   | 23 de mayo de 2025 | Egnatia Arena, Rrogozhinë, Albania | Italia          | 1–1      | 4–2       | Eurocopa Sub-17 de 2025 |
| 2   | 23 de mayo de 2025 | Egnatia Arena, Rrogozhinë, Albania | Italia          | 2–2      | 4–2       | Eurocopa Sub-17 de 2025 |
| 3   | 26 de mayo de 2025 | Egnatia Arena, Rrogozhinë, Albania | República Checa | 0–2      | 2–4       | Eurocopa Sub-17 de 2025 |

## Clubes
| Club              | País    | Año           |
| ----------------- | ------- | ------------- |
| Olympique de Lyon | Francia | 2025-presente |

## Estadísticas

### Clubes
Actualizado al último partido disputado el 17 de mayo de 2025.
| Club                      | Div.          | Temporada     | Liga  | Liga  | Liga   | Copas nacionales | Copas nacionales | Copas nacionales | Copas internacionales | Copas internacionales | Copas internacionales | Total | Total | Total  |
| Club                      | Div.          | Temporada     | Part. | Goles | Asist. | Part.            | Goles            | Asist.           | Part.                 | Goles                 | Asist.                | Part. | Goles | Asist. |
| ------------------------- | ------------- | ------------- | ----- | ----- | ------ | ---------------- | ---------------- | ---------------- | --------------------- | --------------------- | --------------------- | ----- | ----- | ------ |
| Olympique de Lyon Francia | 1.ª           | 2024-25       | 1     | 0     | 0      | 0                | 0                | 0                | 0                     | 0                     | 0                     | 1     | 0     | 0      |
| Olympique de Lyon Francia | Total club    | Total club    | 1     | 0     | 0      | 0                | 0                | 0                | 0                     | 0                     | 0                     | 1     | 0     | 0      |
| Total carrera             | Total carrera | Total carrera | 1     | 0     | 0      | 0                | 0                | 0                | 0                     | 0                     | 0                     | 1     | 0     | 0      |

### Inferiores
| Club                     | País       | Año         | Partidos | Goles |
| ------------------------ | ---------- | ----------- | -------- | ----- |
| Southampton F. C. Sub-18 | Inglaterra | 2022 - 2024 | 14       | 2     |
| Olympique de Lyon Sub-19 | Francia    | 2024 - 2025 | 6        | 7     |
| Olympique Lyonnais II    | Francia    | 2024 - 2025 | 14       | 5     |
| Total:                   | Total:     | Total:      | 34       | 14    |

### Selección nacional
| Selección                                 | Año                 | Partidos | Goles |
| ----------------------------------------- | ------------------- | -------- | ----- |
| Inglaterra Sub-15                         | 2023                | 1        | 2     |
| Portugal Sub-15                           | 2023                | 4        | 1     |
| Inglaterra Sub-16                         | 2023                | 1        | 0     |
| Inglaterra Sub-16                         | 2024                | 5        | 2     |
| Venezuela Sub-17                          | 2024                | 1        | 0     |
| Inglaterra Sub-17                         | 2024                | 2        | 0     |
| Inglaterra Sub-18                         | 2024                | 2        | 0     |
| Inglaterra Sub-17                         | 2025                | 8        | 9     |
| Total en su carrera                       | Total en su carrera | 26       | 17    |
| Estadísticas hasta el 26 de mayo de 2025. |                     |          |       |